# Burg Geppenhagen
Die ehemalige Burg Geppenhagen ist eine abgegangene Niederungsburg in dem heute wüst gefallenen Dorf Geppenhagen bei Freienhagen zwischen Bühle und dem Schloss Höhnscheid im nordhessischen Landkreis Waldeck-Frankenberg.

## Geschichte
Die Burg, vermutlich eine Turmburg mit Holzaufbau, und der Ort werden um 1150 erstmals urkundlich erwähnt. Gründung und Namen des Ortes schreibt man Gepa von Itter, der Gründerin des Klosters Aroldessen, zu. Weder das Entstehungsdatum der Burg noch Zeitpunkt oder Ursache ihres Verfalls oder ihrer Zerstörung sind bekannt. Im 13. und 14. Jahrhundert werden die Herren Wolff von Gudenberg als Besitzer genannt. Das Dorf war schon vor 1487 Wüstung. 1542 wurden die Waldecker Grafen Besitzer.

## Heutiger Zustand
Das Flurstück, auf dem sich die Burg befand, wird noch heute „Burgplatz“ genannt. Reste des heute versumpften Wallgrabens sind im Walddickicht noch erkennbar. Etwa 1 km nördlich befindet sich der „Jeppenteich“, dessen Namen vermutlich von Dorf und Burg abgeleitet wurde.